# بول شلوتر
بول شلوتر (بالدنماركية: Poul Schlüter)‏ (مواليد 3 أبريل 1929 في الدنمارك)، هو سياسي دنماركي، شغل منصب رئيس وزراء النمارك منذ سنة 1982 حتى سنة 1993. يعتبر أول عضو في حزب الشعب المحافظ أصبح رئيساً للوزراء، فضلاً عن المحافظ الأول الذي شغل المنصب منذ عام 1901.

## روابط خارجية
- بول شلوتر على موقع IMDb (الإنجليزية)
- بول شلوتر على موقع الموسوعة البريطانية (الإنجليزية)
- بول شلوتر على موقع مونزينجر (الألمانية)
- بول شلوتر على موقع إن إن دي بي (الإنجليزية)
- بول شلوتر على موقع قاعدة بيانات الفيلم (الإنجليزية)